# توني كنعان
توني كنعان (بالإنجليزية: Tony Kanaan)‏ مواليد 31 ديسمبر 1974 في سالفادور، هو سائق فورملا 1 برازيلي.

## سباقات شارك فيها
- سوبر فورمولا
- البطولة الأمريكية لسباق السيارات
- بطولة فورمولا 3 الإيطالية
- سلسلة إندي كار
- إنديانابوليس 500

## وصلات خارجية
- توني كنعان على موقع Racing-Reference.info (الإنجليزية)
- توني كنعان على موقع DriverDB.com (الإنجليزية)

- الموقع الرسمي